# Политика и английский язык
«Политика и английский язык» (англ. Politics and the English Language) (1946) — эссе Джорджа Оруэлла, в котором он критикует «уродливость и неточность» современного ему английского письменного языка и исследует связь между официальными политическими догматами и ухудшением языка.
В эссе в основном рассматривается язык политиков, который, по мнению Оруэлла, «создан для того, чтобы придать лжи видимость правды, убийству — видимость респектабельности, и пустой болтовне — видимость солидности». Оруэлл полагал, что язык политиков является неопределённым или даже бессмысленным по необходимости, так как его целью является скорее сокрытие правды, чем её изложение. Оруэлл считает такой способ изложения «заразным», то есть распространяющимся и на тех, кто не имеет намерения скрыть правду, а также лишающим автора способности понять самого себя и, соответственно, донести свои мысли до других. В этом эссе Оруэлл призывает к конкретности и ясности вместо расплывчатости, а также к проявлению индивидуальности вместо политического конформизма.

В наши дни речи и статьи политиков по большей части произносятся и пишутся для защиты того, что не подлежит защите. Такие действия, как продолжения английского правления в Индии, чистки и депортации в России, применение атомной бомбы против Японии вполне можно обосновать, но лишь такими аргументами, которые большинству людей покажутся слишком жестокими, и которые не будут соответствовать декларируемым целям политических партий. Поэтому язык политиков вынужденно состоит, по большей части, из эвфемизмов, безосновательных утверждений и совершенно мутной расплывчатости. Беззащитные деревни подвергаются бомбардировке с воздуха, их жители бегут в поля, скот расстреливается из пулемётов, хижины поджигаются зажигательными пулями — это называется умиротворением. Миллионы крестьян лишаются своей земли и бредут по дорогам, сохранив лишь то, что они могут унести с собой это называется перемещением населения или исправлением границ. Людей бросают в тюрьмы без суда и держат там годами, или убивают выстрелом в затылок, или отправляют умирать от цинги на сибирских лесозаготовках — это называется устранением неблагонадёжных элементов. Именно такая фразеология необходима для того, чтобы называть вещи, не вызывая в сознании человека связанные с этими вещами образы.
Оригинальный текст (англ.)
In our time, political speech and writing are largely the defense of the indefensible. Things like the continuance of British rule in India, the Russian purges and deportations, the dropping of the atom bombs on Japan, can indeed be defended, but only by arguments which are too brutal for most people to face, and which do not square with the professed aims of political parties. Thus political language has to consist largely of euphemism, question-begging and sheer cloudy vagueness. Defenseless villages are bombarded from the air, the inhabitants driven out into the countryside, the cattle machine-gunned, the huts set on fire with incendiary bullets: this is called PACIFICATION. Millions of peasants are robbed of their farms and sent trudging along the roads with no more than they can carry: this is called TRANSFER OF POPULATION or RECTIFICATION OF FRONTIERS. People are imprisoned for years without trial, or shot in the back of the neck or sent to die of scurvy in Arctic lumber camps: this is called ELIMINATION OF UNRELIABLE ELEMENTS. Such phraseology is needed if one wants to name things without calling up mental pictures of them.

Оруэлл обращает внимание читателя на следующее:

Неискренность является величайшим врагом ясности изложения. При несовпадении декларируемых и истинных целей говорящий или пишущий — словно бы инстинктивно — прибегает к употреблению длинных слов и затасканных фраз подобно каракатице, выпускающей чернильное облако.
Оригинальный текст (англ.)The great enemy of clear language is insincerity. When there is a gap between one's real and one's declared aims, one turns, as it were instinctively, to long words and exhausted idioms, like a cuttlefish squirting out ink.

Неискренность писателей способствует упадку языка, так как люди (в особенности, как замечает Оруэлл — политики) пытаются скрыть свои истинные намерения за эвфемизмами и намеренно запутывающими формулировками. Оруэлл отмечает, что такой упадок имеет самовозрастающий характер — раз язык находится в упадке, то это делает простительным мышление на плохом английском, и по мере упадка языка становится все легче мыслить «глупо», что только усиливает действие изначальной причины:

Человек может пристраститься к спиртному из-за того, что чувствует себя неудачником, и затем ему уже ничего не удаётся из-за того, что он слишком много пьёт. То же самое происходит сейчас и с английским языком. Из-за глупости наших мыслей он становится уродливым и неточным, и неряшливость нашего языка способствует оглуплению нашего мышления.
Оригинальный текст (англ.)A man may take to drink because he feels himself to be a failure, and then fail all the more completely because he drinks. It is rather the same thing that is happening to the English language. It becomes ugly and inaccurate because our thoughts are foolish, but the slovenliness of our language makes it easier for us to have foolish thoughts.

В своём эссе Оруэлл также пишет о «вычурной манере выражаться» и о «бессмысленных словах». «Вычурная манера выражения» используется для маскировки тенденциозности под беспристрастность и научность, а «бессмысленные слова» используются для того, чтобы не позволить читателю понять смысл данного утверждения. Согласно Оруэллу «для некоторых случаев письменной речи, в особенности это характерно для литературной критики и искусствоведения, совершенно нормальными являются длинные параграфы почти полностью лишённые какого-либо смысла».
Оруэлл отмечает, что писатели современной прозы избегают конкретности, которой они предпочитают «вычурный латинизированный стиль». Он утверждает, что авторам легче склеивать в одно целое длинные цепочки слов, чем выбирать слова с наиболее подходящим значением. В особенности это характерно для авторов политических текстов, при составлении которых, по мнению Оруэлла — «общепринятые догмы, похоже, требуют безжизненности и подражательности стиля». Политические речи и статьи предназначены, в общем, для защиты того, что не подлежит защите, и этим обуславливается их эвфемистический и высокопарный стиль.
Оруэлл критикует дурноту стиля письменного изложения, распространяющуюся посредством подражания. Он настаивает на том, что авторы должны мыслить более чётко, поскольку ясность мышления «является необходимым первым шагом на пути к политическому возрождению». Однако, Оруэлл подчёркивает, что это «относится не к литературному применению языка, но лишь к языку, как инструменту выражения — а не сокрытия или предотвращения — мысли».
Эссе «Политика и английский язык» было опубликовано в апреле 1946 года почти одновременно с другим эссе Оруэлла под названием «Предотвращение литературы» (Prevention of Literature). Оба произведения отражают обеспокоенность автора тем, как использование языка влияет на восприятие правды. Оруэлл отмечает намеренное использование вводящих в заблуждение формулировок, призванных скрыть неприятные политические и военные факты, а также указывает на языковую неряшливость, распространённую среди тех, кого он называет просоветски настроенными.
Затронутые в этом эссе темы получили дальнейшее развитие в романе «1984» с его новоязом. Майкл Шелден, автор одобренной Оруэллом биографии писателя, назвал новояз «языком идеальным для общества с плохими писателями… поскольку он облегчает им выбор, сокращая количество возможных вариантов». По мнению Шелдена, новояз развращает писателей сначала морально, а потом политически, «поскольку он позволяет писателям обманывать и себя, и читателей при помощи заранее заготовленных текстов».

## Шесть правил
В заключении эссе Оруэлл предлагает шесть правил, соблюдение которых поможет уйти от затасканных образов и отсутствия точности:
1. Никогда не пользоваться метафорой, сравнением или иной фигурой речи, если они часто попадались в печати.
2. Никогда не употреблять длинного слова, если можно обойтись коротким.
3. Если слово можно убрать — убрать его.
4. Никогда не использовать страдательный залог там, где можно использовать действительный.
5. Никогда не употреблять иностранного выражения, научного слова или жаргонного слова, если можно найти повседневный английский эквивалент.
6. Лучше нарушить любое из этих правил, чем написать заведомую дичь.[3]